# Hrabstwo Barber

Piramida wieku hrabstwa

Hrabstwo Barber – hrabstwo położone w USA w stanie Kansas. Jego siedziba znajduje się w mieście Medicine Lodge. Hrabstwo założono 26 lutego 1867 roku.

## Miasta
- Medicine Lodge
- Kiowa
- Sharon
- Hardtner
- Hazelton
- Isabel
- Sun City

## Sąsiednie hrabstwa
- Hrabstwo Pratt
- Hrabstwo Kingman
- Hrabstwo Harper
- Hrabstwo Alfalfa, Oklahoma
- Hrabstwo Woods, Oklahoma
- Hrabstwo Comanche
- Hrabstwo Kiowa